# Philippus (cognomen)
Philippus was een Romeins cognomen, dat vooral in de gens Marcia populair was. Mogelijk had dit te maken met de goede relatie van de vader van Quintus Marcius Philippus (consul in 186 en 169 v.Chr.) met Philippus V van Macedonië, al lijkt dit cognomen reeds eerder te zijn aangenomen.
- Lucius Marcius Philippus, lijst met mannen van de gens Marcia met deze naam;
- Quintus Marcius Philippus, lijst met mannen van de gens Marcia met deze naam;
- Marcus Barbatius Philippus (1e eeuw v.Chr.), vriend van Julius Caesar;
- Aurelius Philippus, de opvoeder van keizer Severus Alexander (regeringsperiode 222-235), die nadien een biografie van deze keizer schreef;
- Philippus I Arabs (Marcus Iulius Philippus Augustus, 204–249), Romeins keizer (244-249).
  - Philippus II (Marcus Iulius Philippus Severus Augustus, 238-249), zijn zoon en medekeizer (247-249).
- Nonius Philippus (fl. 242), gouverneur van Britannia Inferior;
- Flavius Philippus (fl. 340-350), ambtenaar van Constantius II.